# Kazimierz Czarnik
Kazimierz Czarnik (ur. 22 stycznia 1859 w Bóbrce, zm. 12 stycznia 1931) – polski adwokat, działacz sokoli.

## Życiorys
Jego bratem był Bronisław Czarnik. Ukończył studia na Wydziale Prawa Uniwersytetu Lwowskiego uzyskując tytuł doktora. Został adwokatem i prowadził kancelarię adwokacką we Lwowie.
Od 1882 był członkiem lwowskiego gniazda Polskiego Towarzystwa Gimnastycznego „Sokół”. 24 listopada 1900 objął po dr. Antonim Dziędzielewiczu funkcję prezesa lwowskiego gniazda „Sokoła” i pełnił stanowisko w kolejnych latach. Był III wiceprezesem Związku Polskich Gimnastycznych Towarzystw Sokolich w Austrii. Pełnił funkcję prezesa Sokolstwa Polskiego w Małopolsce.
Wziął udział obronie Lwowa w trakcie wojny polsko-ukraińskiej na stanowisku naczelnika Miejskiej Straży Obywatelskiej.
Zmarł 12 stycznia 1931 podczas wędrówki turystycznej na Paraszkę. Został pochowany 15 stycznia 1931 na Cmentarzu Obrońców Lwowa (kwatera XX, miejsce 1846).

## Odznaczenia i ordery
- Krzyż Niepodległości – pośmiertnie (1933)[6]